# 宍戸源次郎
宍戸 源次郎（ししど げんじろう）は、戦国時代の武将。安芸国国人宍戸氏の一族。諱は家継とも。
父の縁で細川政元に仕えたと推測される。父とは違い、政元の軍事力を支える一員としての活動が記録に見える。
永正元年（1504年）9月の薬師寺元一の反乱において、当初政元側が敗北を喫した。その際、政元の麾下にあった香西元長、波多野元清と共に源次郎は薬師寺側の猛攻を押し支え、政元側の撤退を支援している。直後、大和を支配していた赤沢朝経が政元に離反して没落すると、大和国人が蜂起した。鎮圧のため細川政春らが率いる鎮圧軍を出陣させた際、先行部隊の一員として出陣した。その他の詳細は不明。
ただし、源次郎の叔父にあたる宍戸元源が天文年間に毛利元就（元源の孫隆家の義父）と細川晴元の間を取り持った時に、細川氏側の窓口になった宍戸甲斐守（元綱か？）が元源の同族であると推測され、源次郎の一族がその後も細川氏に仕えていた可能性は高い。

## 参考資料
- 後法興院記[要文献特定詳細情報]
- 宍戸系図[要文献特定詳細情報]